# 久保エイミー
久保 エイミー（くぼ エイミー、Amy Kubo、1990年9月10日 - ）は、日本の女性モデル、レースクイーンである。
長崎県出身。スーパーウイング所属。

## 来歴・人物
アメリカ・ウィスコンシン州出身の父と日本人の母の間に3人きょうだいの次女（姉と弟がいる）として生まれる。趣味は映画鑑賞、日本のお城巡り
2010年、SUPER GT「TEAM IMPUL カルソニックレディ」としてレースクイーンデビュー。カルソニックレディ史上初めて、平成生まれ（1990年 (平成2年) 生）の女性が選ばれた年となった。
カルソニックレディは1年間で契約を終了していたが、2011年度のメンバーだった水川衿華が体調不良で降板したことを受け、同年10月のオートポリス戦以降のSUPER GTレースにおいて、再びカルソニックレディを務めた。
2012年、SUPER GT「ZENT sweeties」メンバーとして活動。九州地方出身者としては2005年の寺本祐香里（福岡県出身）以来7年ぶり。また名字が漢字で名前が片仮名のsweetiesメンバーは彼女が初であった。この年のsweetiesは彼女の他、柏木美里（2007年度）、遠野千夏（2008年度）といったカルソニックレディ出身の先輩もいた。
2013年、SUPER GT「ARTA GALS」に就任。翌2014年も林紗久羅と共にARTA GALSを引き続き務めたが、2015年以降、レースクイーンを引退しモデル業がメインとなっている。

## 出演

### テレビ番組
- 日曜エンタ・ドラマスペシャル『遺留捜査』（2014年10月19日、テレビ朝日） - 端役出演[7]

### 映画
- ドキュメンタリー八甲田山（2014年4月公開、日本=イタリア合作） - 後藤さちよ役

### イベント
- HEAT.22（2012年4月8日、ディファ有明） - 遠野千夏と共にラウンドガールとして出演[8]。
- 東京モーターショー2013（2013年11月22日 - 12月1日、東京ビッグサイト） - 三菱自動車ブースモデル[9]
- 東京オートサロン2015（2015年1月9日 - 11日、幕張メッセ） - ARTAブースで中島萌美[注 4]と共に出演。

### その他
- スポーツブル「BULL'S STATION」月曜日キャスター（2017年8月 - ）